# 熱風海陸ブシロード
『熱風海陸ブシロード』（ねっぷうかいりくブシロード、BUSHIROAD）は、アニメを中心としたCD・ラジオ・小説・コミックなどのメディアミックス作品。作品を制作する母体（製作委員会）が一度大幅に刷新されている。
2000年代前半、武士団（ガイナックス・タカラ（現：タカラトミー）・ブロッコリー）が中心となって企画・制作していたが、企画の中核たるアニメ作品が世に出る前（2000年代中期頃）に制作は休止状態となった。経緯は制作発表から休止までの経緯を参照。
2010年代中期に制作が再開した際、熱風海陸ブシロード製作委員会と名が改まり、参画企業もブシロード、バンダイビジュアル、ニトロプラス、キネマシトラスに刷新。2013年12月31日にテレビアニメスペシャル番組として放送された。以降は#再始動後の動向を参照。

## 概要
大災害により荒廃した未来の日本と東アジアの周辺地域を舞台にした、主人公らの冒険活劇を描く。

### 制作発表から休止までの経緯
2003年7月の「東京キャラクターショー2003」でアニメーション企画としての制作が発表された。2004年からCD・ラジオ・コミック・小説などのメディアで展開され、映画版の公開は2005年に予定されていた。アニメーション制作はガイナックス、キャラクターデザインは吉成鋼、メカニックデザインはアダルトゲームメーカーのニトロプラスと発表された。
この頃は美少年キャラクター3名を主人公に据えた女性向け作品と位置づけられていた様であり、主要キャラには（当時の）女性ファンに人気の高い声優ユニット『P・K・O』の3名（サエキトモ、鈴木千尋、鳥海浩輔）がキャスティングされていた。P・K・Oはもともとはブロッコリーの看板企画『デ・ジ・キャラット』からスピンオフしたユニットで、そこでの三人の役名はクウ・カイ・リクであり、本作のタイトルの名称にも関連している。
しかし、映画はその後上映されることはなく、プロモーション用の短編アニメしか公開されないまま、2005年3月にラジオが、2007年にコミックの連載が順次終了した。当初から企画参加していた作家の吉田直が2004年7月に急逝、続いてメインキャストの一人であるサエキが2005年2月より病気療養のため声優活動を休止したことなどから、正式な告知は無いものの映画制作も中断したものとみられる。
2007年5月、株式会社ブロッコリー創業者の木谷高明が同社を退社して、カードゲーム商品等を手がける新会社を設立し、株式会社ブシロードと命名した。これは未完成のままになってしまった本作を、いつか必ず再開しアニメ化にこぎつけ（させ）るという木谷の決意表明でもあった。この事は最初に制定された作品タイトルロゴをそのまま、新たに立ち上げた会社の社名ロゴに流用した点に現れている。

### 再始動後の動向
2013年3月、株式会社ブシロードから『熱風海陸ブシロード』企画の再始動が発表された。同年8月にはアニメの制作会社・スタッフが公開された。
2013年11月の「ブシロード7周年記念7大企画大発表会」において、放送形態やキャストの詳細が発表され、配役は変更されているがサエキを含むP・K・Oが続投することや、新たにミルキィホームズを起用することが明かされた。
2013年12月31日の19時にTOKYO MXおよびBS11で放送された特別番組「熱風海陸ブシロード3時間スペシャル」内において90分の単発アニメが放送された事により、10年越しの企画が実現した事になる。
ここから下の記述では、休止前に公開されていたものを「2003年版」として併記する。

## ストーリー

### 2003年旧設定
21世紀初頭 地球に衝突した小惑星「ヴェルヌ」の影響によって、かつての大地は残らず人が住めないほどに汚染され、人類は壊滅的打撃を被る。その一方で惑星の衝突は海面の大幅な低下をもたらし、旧大陸の廻りに「海陸」という新たな大地を出現させた。生き延びた人類は汚染を免れたこのわずかな海陸を巡って群雄割拠の戦国時代に突入する。
かつての日本の海陸に位置する「公国トウライ」の公子・カズサ=シンは、美しき逃亡者・ヒカゲと出逢う。彼女が伴う未知の巨大人型兵器“アスラ”と共にトウライの機動城塞“フソウ”に帰還したシンだが、フソウは同盟者であるイセ家の軍勢に急襲されてしまう。

### 2013年設定
小惑星の衝突により、地球の主要な大地は全て「シノビ」という名の猛毒に侵されていた。人々は唯一汚染を免れた「海陸」に逃れるが、シノビの生み出した異形のクリーチャーに怯え、世界は絶望の淵に立たされていた。
この危機を救える唯一の存在である「機神将」（ギガロード）を復活させるため、亡国イセの姫巫女・アメと、シノビと戦う力を持つ人間兵器「ヤギュウ」の血を引く少年・スオウの二人が立ち上がる。

## 登場キャラクター
アメ
声 - 潘めぐみ
本作の主人公。物語がはじまる十数年前シノビの襲撃により滅ぼされた国「イセ」の元・姫。機神将ギガロードを目覚めさせる事が出来る唯一の存在であり、「姫巫女」とも称される。イセ滅亡後は海陸を仲間達とトレーラーで旅し、可憐な顔立ちとは裏腹に自らシェルを駆りシノビから人々を護り戦う逞しい心身を持つ少女に育った。旅の途中にスオウと出会い、ギガロードを目覚めさせるため「旧陸」へ向かう。
スオウ
声 - KENN
かつて、シノビを滅する為に人類が作り出した生体兵器「ヤギュウ」の血を引く少年。その血ゆえに普通の人間からは迫害されて育ち、宛所無く海陸を旅していた。偶然アメたちを救った事がキッカケで、自らの生命をアメに捧げ共に旅をする事になる。
サンダ
声 - 石塚運昇
アメ一行の最年長である老年の男性。剣やシェルの腕前も卓越したものを持つ。かつては傭兵をしており、アメの母より幼いアメを託されてから、長きに渡りアメを護り諸国を旅している。
ツキヨミ
声 - 森嶋秀太
旧イセ国で学者をしていた男性。幼い頃のヒメは彼からギガロードの伝説を聞き、いつの日か自分がギガロードを目覚めさせて世界を救うのだと夢見るキッカケとなった。イセにシノビが襲撃した際、巻き込まれた。
実はシノビの軍門に下っており、ギガロード復活は不二の神殿に眠る最大のシノビをよみがえらせるための罠であった。
カズサ＝シン
声 - 鳥海浩輔
「トウライ」国の王太子。ギガロード復活には否定的な立場で、自国の強大な軍事力により戦乱絶えない海陸を平定し天下を統一する事が平和への道と考えている。
旧設定や原作者の小説では主役的存在になっている。
ハシバ＝ヒナタ
声 - サエキトモ
マエダ＝カガト
声 - 鈴木千尋
カガトとヒナタはシンの腹心たる近衛兵隊長たち。
シン、ヒナタ、カガトの3人はそれぞれ織田信長、羽柴秀吉、前田利家という戦国時代の武将をモチーフにしている。
ハナ
声 - 橘田いずみ
ユズ
声 - 徳井青空
リン
声 - 三森すずこ
エリ
声 - 佐々木未来
ハナ・ユズ・リン・エリはアメ一行の4人娘。リーダー的存在はハナ。
この4人娘はそれぞれミルキィホームズの4人をモチーフにしている。
アメの母
声 - 伊藤美紀
イセ国の先代巫女。シノビ襲来時に幼いアメをサンダに託し、命を落とした。
村長
声 - 赤城進
アメが立ち寄った、サキが住む村の村長。よそ者のアメ一行にはいい顔をしない。
サキ
声 - 山口立花子
シノビに襲われた少女。たまたま通りすがったアメが救おうとする。
サキの母
声 - 近藤唯
以下のキャストは制作休止前に発表されたもので、テレビスペシャルアニメ版には未登場。
トッ＝カンキ
声 - 沢城みゆき
当初は徳康姫と漢名だったが変更された。
ヒカゲ
タカハタ＝ユズハ
声 - 門脇舞
ネネ＝スヴァロフスキー
声 - 野川さくら
イケダ＝ミコト
声 - 新谷良子
カズサ＝イツキ
声 - 榎本温子
ヴァン＝ホー＝キム
声 - 伊東隼人
クレイル＝ホーリィ
声 - MIKI

## 用語
シェル（自動甲）
全長一丈(3m)の人型機動兵器。現状ではシノビに対する唯一の対抗手段。動力は超フライホイール。
完全な形で残っているものは無く、ほとんどが発掘されたパーツを一部流用しただけの粗悪な複製品である。
機神将ギガロード
はるか昔に建造された神の機械。
旧海陸に建つ「不二の神殿」に封じられており、イセの姫巫女がその封印を解くことでシノビを駆逐できると言われる。
その正体は人間の精神力をエネルギーに変換する「ハガクレニウム合金」で建造された戦闘ロボットであり、その出力は超フライホイールで動く通常の自動甲とは比べ物にならない。
しかし操縦者の消耗が激しく、並の人間であれば三分で廃人と化してしまう。その上エネルギー効率も悪く、出力が足りないとからくり人形のようなぎこちない動きしかできない。それに耐えるための生体コアとなるべく作られたのがヤギュウである。
命賭けの旅の末にアメが起動させるが、実は封印されていたのではなくハガクレニウムの「力場を操る力」を利用してシノビを封じ込めるために安置されていたというのが真相であり、起動したことで最大のシノビを復活させることになってしまう。

## スタッフ

### 製作休止前
- 総指揮 - 木谷高明
- 原案・企画・原作 - 武士団（ガイナックス、タカラ、ブロッコリー）
- 世界観設定・監修 - 吉田直
- キャラクターデザイン - 吉成鋼、後藤なお
- マテリアルデザイン - タカラ
- メカニックデザイン - ニトロプラス
- メカニックアニメーション協力 - 庵野秀明
- 制作 - ガイナックス

### 製作再開後
- 原案・総指揮 - 木谷高明
- 原作 - 吉田直、ブシロード、ニトロプラス
- 監督 - 迫井政行
- 副監督・特技監督 - 森賢
- 脚本原案 - 海法紀光、小太刀右京
- 脚本 - ハラダサヤカ
- 画コンテ - 迫井政行、森賢
- 演出 - 迫井政行、北川隆之、井端義秀、森賢
- キャラクター原案 - 三杜シノヴ
- キャラクターデザイン・総作画監督 - 戸田麻衣
- メカニックデザイン - Niθ、石渡マコト、高倉武史、森賢
- クリーチャーデザイン - 中央東口、高倉武史
- 作画監督 - 竹内由香里、牙威格斗、戸田麻衣
- メカ・エフェクト作画監督 - 森賢
- 美術監督・美術設定 - 森川篤、菱沼由典
- 編集 - 須藤瞳
- 3DCG監督 - 井野元英二
- SF考証 - 八ッ繁克治
- 音響監督 - 高桑一
- 音楽 - 高梨康治
- 音楽プロデューサー - 榎沢祐一、豊田充弘
- 音楽制作 - 響ミュージック
- アニメーション制作 - キネマシトラス、オレンジ
- 制作協力 - フウシオスタジオ
- プロデューサー - 諸澤昌男、金原威也、大河原健、阿部研吾、でじたろう、村松裕基、小笠原宗紀
- エグゼクティブプロデューサー - 木谷高明
- 製作 - 熱風海陸ブシロード製作委員会（ブシロード、バンダイビジュアル、ニトロプラス、キネマシトラス）

## 主題歌
「熱風海陸ブシロード 〜熱き咆哮〜」
作詞 - 森ユキ / 作曲・編曲 - 坂本裕介
歌 - 鳥海浩輔、鈴木千尋、サエキトモ（制作休止前）
歌 - 小野正利（制作再開後）
制作が一度休止された後、ミルキィホームズがイベント・コンサートなどで歌っており、株式会社ブシロードの社歌的存在とされている。ユーロビート風にアレンジされた版がミルキィホームズのアルバム『Colourful Garden』に収録された。

## 放送局
| 本放送   | 本放送     | 本放送                                     | 本放送             | 本放送   | 本放送                                                                                    |
| 放送地域 | 放送局     | 放送期間                                   | 放送日時           | 放送系列 | 備考                                                                                      |
| -------- | ---------- | ------------------------------------------ | ------------------ | -------- | ----------------------------------------------------------------------------------------- |
| 東京都   | TOKYO MX   | 2013年12月31日                             | 火曜 19:00 - 22:00 | 独立局   | 番組前半は『第1回 紅白ブシ合戦』と題した番宣を放送。 アニメ本編は番組後半パートにて放送。 |
| 日本全域 | BS11       | 2013年12月31日                             | 火曜 19:00 - 22:00 | BS放送   | 番組前半は『第1回 紅白ブシ合戦』と題した番宣を放送。 アニメ本編は番組後半パートにて放送。 |
| 兵庫県   | サンテレビ | 2014年3月9日（前編） 2014年3月16日（後編） | 日曜 20:00 - 20:55 | 独立局   | アニメ本編のみ放送                                                                        |
| 再放送   |            |                                            |                    |          |                                                                                           |
| 東京都   | TOKYO MX   | 2014年3月8日（前編） 2014年3月15日（後編） | 土曜 22:00 - 23:00 | 独立局   | アニメ本編のみ放送                                                                        |
| 東京都   | TOKYO MX   | 2014年5月3日                               | 土曜 19:00 - 21:00 | 独立局   | アニメ本編のみ放送                                                                        |
| 東京都   | TOKYO MX   | 2017年1月2日                               | 月曜 7:00 - 9:00   | 独立局   | 『月刊ブシロードTVお正月版～コンテンツよりぬき13時間放送SP～』内でアニメ本編のみ放送      |

## 関連商品

### Blu-ray Disc
2014年3月26日にBlu-ray Disc（BCXA-0822）が発売された。映像特典として完全新規エピローグ『希望への道』、テレビスペシャル前半で放送した番宣VTRパート「第1回 紅白ブシ合戦」を収録。

### DVD
2014年2月8日発売の『月刊ブシロード』3月号にオンエアver.全編を収録したDVDが付録として添付された。

### CD
- 熱風海陸ブシロード 〜熱き咆吼〜（ブロッコリー、2003年7月20日発売）
- 熱風海陸ブシロード 登場人物歌唱集 其の壱 熱源 （ブロッコリー、2004年8月13日発売）

### ドラマCD
- 熱風海陸ブシロード ドラマCD「Tales of Times Now Past〜一期一会之章 上巻〜」（ブロッコリー、2004年12月10日発売）
- 熱風海陸ブシロード ドラマCD「Tales of Times Now Past〜一期一会之章 下巻〜」（ブロッコリー、2005年3月11日発売）

## ラジオ
『大河ラジオだ ブシロード』
2004年10月 - 2005年3月にラジオ大阪などで放送された。
『熱風海陸ブシラヂオ』
2013年10月5日から2014年3月29日まで、毎週土曜日24：00 - 24：30にラジオ大阪にて放送された。HiBiKi Radio Stationでは、毎週土曜日23：30より先行配信。パーソナリティは、スオウ役のKENNとヒナタ役のサエキトモが担当。なおサエキは、この時間帯の番組としては前番組『ガイナックス電波』からの続投となっている。
| ラジオ大阪 毎週土曜 24:00〜24:30 | ラジオ大阪 毎週土曜 24:00〜24:30 | ラジオ大阪 毎週土曜 24:00〜24:30  |
| 前番組                           | 番組名                           | 次番組                            |
| -------------------------------- | -------------------------------- | --------------------------------- |
| ガイナックス電波                 | 熱風海陸ブシラヂオ               | フューチャーラジオ バディファイト |

## 漫画
ひめはぢめ（原作：武士団 漫画：後藤なお）
無料ウェブコミック配信サイト『ぶろ☆こみ』（ブロッコリー）にて2004年3月18日から同年4月22日まで連載された1ページ漫画。全2回。単行本未刊行だが、現在でも全話購読可能。
熱風海陸ブシロード The Rising（原作：武士団 ストーリー：実弥島巧 漫画：藤真拓哉）
『月刊コミックラッシュ』（ジャイブ）にて、2004年12月号から2007年7月号まで連載された。全25回。単行本は〈CR COMICS〉より全4巻。
熱風海陸ブシロード SIDE：SUOU（原作：吉田直／ブシロード／ニトロプラス 脚本：ハラダサヤカ 漫画：細雪純／キネマシトラス）
『月刊ブシロード』（発行：ブシロード 発売：KADOKAWA）2013年10月号（創刊号）から2014年10月号まで連載された。全2巻。

## 小説
熱風海陸ブシロード OVERLORD CHRONICLE（著者：吉田直）
『コンプティーク』（角川書店）にて連載された小説が2007年7月に〈角川スニーカー文庫〉より出版された。作品は未完だが、巻末付録に著者が残した構想メモが添えられており、結末までの作品の構想がおおよそ把握できる。